# Marie-Reine Blanchard
Pour les articles homonymes, voir Blanchard.
Marie-Reine Blanchard, née le 26 août 1915 à Bourg-en-Bresse (Ain) et morte le 6 mai 2003 à Paris 16e,, est une autrice de bande dessinée pour enfants française.

## Biographie
Son père est notaire à Trévoux (Ain), au bord de la Saône, où elle passera sa jeunesse. Dès son enfance, elle se passionne pour le dessin.
En 1939, elle se marie avec Louis de Montfalcon et s’installe à Lyon. Son époux rassemble certains de ses dessins afin d’en réaliser un livre pour les petits. C'est ainsi que naît en 1943 le premier « Bibiche », Bibiche petite fille, aux Éditions Barbe, qui parait sous le pseudonyme de « Blanchard ». Cet ouvrage a un très grand succès, encourageant son autrice à en créer d’autres. Paraissent ainsi successivement : Bibiche chez tante Gertrude, Bibiche s’amuse, suivis de Bibiche et son alphabet, des Chansons de Bibiche et de Bibiche en Alsace en 1945. Les trois enfants de Marie-Reine Blanchard lui servent fréquemment de modèles.
En 1945, la famille quitte Lyon pour s’installer à Paris. Tandis que son épouse crée des albums, Louis de Montfalcon se met au service du développement commercial de Bibiche et François et lance des produits dérivés : tissus et tissus-éponge « Bibiche », papier-peint, papier à lettres, cartes postales, albums à colorier, porcelaine, une chanson de Bibiche, etc. Après la guerre, il organise des fêtes et galas à travers toute la France. Il crée aussi des concours de plage au cours desquels est élue la petite fille ressemblant le plus à Bibiche. Les trente finalistes vont ensuite à Paris pour l’élection de « Mademoiselle Bibiche » de l'année.
La création des albums de Bibiche dure une dizaine d’années. Il en parait plus d’une vingtaine, en différents formats, dont des livres en carton fort pour les tout-petits et un petit livre en tissu pour les bébés. Deux de ces œuvres, Bibiche en Alsace et Bibiche et François en voyage sont réalisées en collaboration avec Pierre Probst qui se charge des décors. Le dernier album Bibiche à la mer, dessiné en Bretagne au Croisic et resté inédit, a été édité en 2001 (Éditions du Triomphe, Paris).
Quand prend fin l’aventure familiale de Bibiche, Marie-Reine Blanchard, le plus souvent sous sa signature d'épouse, se consacre à d'autres formes d’arts graphiques : peinture à l’huile, portraits à la sanguine, pastel, aquarelles qu’elle réalise dans les rues de Paris ou en Bretagne,.
Elle est inhumée à Trévoux.

## Œuvre

### Autres ouvrages
- La Légende de la princesse Berthe : par Blanchard. Illustrations de Trucy, 1943[6].
- Blanchard. L'Aiguille enchantée : Illustrations de Trucy, 1944[7].
- La Légende des quatre fils Aymon : contée par Blanchard, imagée par Trucy, 1945[8].
- Olivier de Fonsauvent : une histoire de Dame Françoise / contée par Blanchard ; illustrations de Pierre Probst, 1945[9].
- Les Animaux de l'Arche de Noé : par Trucy. [Texte de Blanchard.], 1946[10].
- La Merveilleuse histoire de Serpolette : [Illustrations de Jean Stetten-Bernard], 1946[11].